# Argumentum ad lazarum
 (novembre 2020).
Si vous disposez d'ouvrages ou d'articles de référence ou si vous connaissez des sites web de qualité traitant du thème abordé ici, merci de compléter l'article en donnant les références utiles à sa vérifiabilité et en les liant à la section « Notes et références ».

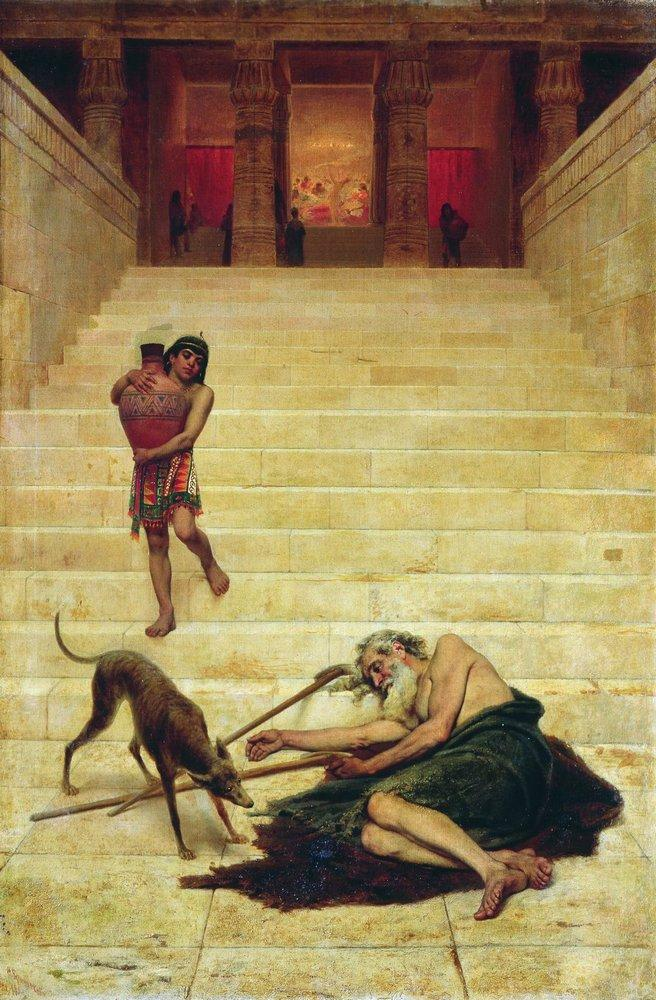
Fedor Bronnikov, 1886, La mort de Lazare et l'homme riche.

Argumentum ad lazarum est un raisonnement fallacieux qui prétend à une conclusion vraie uniquement parce que le sujet de l'argument est pauvre.

## Exemples
- La France d'en bas est proche des réalités, elle a forcément raison.
- Les ermites sont sages car ils ne sont pas distraits par leurs possessions.

## Origine du terme
L'argument doit son nom au personnage biblique Lazare.

## Argument opposé
L'argument opposé est l'argumentum ad crumenam.